# Wendela Bicker
Wendela Bicker (Amsterdam, 30 de desembre de 1635 - La Haia, 1 de juliol de 1668) fou una persona destacada de l'Edat d'Or neerlandesa. Formava part de la important família Bicker d'Amsterdam.
Wendela Bicker era filla de Gener Bicker i Agneta de Graeff de Polsbroek. La seva germana Jacoba Bicker estava casada amb Pieter de Graeff. A l'edat de 19 anys Wendela va casar-se amb el Gran Pensionari Johan de Witt. D'aquest matrimoni en nasqueren quatre fills:
- Anna de Witt (1655-1725), casada amb Herman van de Honert
- Agnes de Witt (1658-1688), casada amb Simon Teresteyn van Halewijn
- Maria de Witt (1660-1689), casada amb el futur alcalde de Delft Willem Hooft
- Johan de Witt jr., senyor de Linschoten del Sud i del Nord, Snelrewaard i IJsselveere (1662-1701), casat amb Wilhelmina de Witt, filla de Cornelis de Witt (el germà de Johan sr.) i Maria van Berckel.

Wendela Bicker va morir de malaltia a la Haia l'1 de juliol de 1668.